# Radioballett
Radioballett ist eine parodistische Aneignung des Begriffs Fernsehballett. 

## Hintergrund
Zuerst wurde der Begriff von dem Hamburger Künstlerkollektiv LIGNA für eine Intervention am 5. Mai 2002 im Hamburger Hauptbahnhof verwendet: Die Radiohörerinnen und Radiohörer des lokalen, nichtkommerziellen Freien Sender Kombinats (FSK) wurden eingeladen, zerstreut am Bahnhof eine Choreographie von Gesten durchzuführen. Das „Radioballett“ beinhaltet Merkmale der Direkten Aktion, der Performance, des Smart Mobs und des Protesttheaters. LIGNA hat dies in Anlehnung an die Hausordnung der Deutschen Bahn „Übung in nichtbestimmungsgemäßem Verweilen“ genannt.
Als Auslöser für ihre Protestaktionen nennt LIGNA die zunehmende Privatisierung des öffentlichen Raums und die damit einhergehende Sanktionierung abweichender Verhaltensweisen. Für eine knappe Stunde zogen im Bahnhof Verhaltensweisen und Gesten ein, die mitsamt den jeweils typischen Randgruppen (Bettler, Dealer, Obdachlose, Punks, Raucher etc.) verdrängt worden waren. Die DB Station & Service AG hatte gegen die Durchführung der Performance geklagt, was schließlich vom Hanseatischen Oberlandesgericht Hamburg zurückgewiesen wurde.
Die Bezeichnung Radioballett wurde ferner 2002 von Evelyn Dörr im Zusammenhang mit ihrem satirisch angelegten Charlie-Chaplin-Stück Der Mann im Mond. Ein Radioballett mit Charlie Chaplin verwendet, das am 25. Dezember 2002 vom WDR urgesendet wurde, und in erweiterter Fassung 2008 in der Edition Akustische Bühne erschien. Der Begriff bezeichnet dort das Bühnenarrangement als ein spezifisch choreographisch-akustisches Zusammenwirken von Sprache, Musik und Gestus.
Das Hamburger Radioballett wurde überregional wahrgenommen und 2003 von der Schaubühne Lindenfels nach Leipzig eingeladen, wo es mit rund 500 Teilnehmern, am 22. Juni 2003 im Rahmen des Festivals Entsicherung: Eine theatrale Einmischung in den öffentlichen Raum im Leipziger Hauptbahnhof stattfand.
Erneut hat die DB Station & Service AG - wiederum vergeblich - versucht, die Aktion zu verbieten.
Von LIGNA organisierte Radioballette gab es in den darauffolgenden Jahren in verschiedenen Städten meist in Kooperation mit freien Radios: Voraussetzung ist ein mobiles Radio, über das Verhaltensvorschläge empfangen werden. Über die Radioausstrahlung angeregt werden beispielsweise Handlungen ausprobiert, die nach der jeweils herrschenden Hausordnung erlaubt oder verboten sind (Begrüßung – Hand geben: erlaubt; Betteln – Hand aufhalten: verboten). Die Form des Hörens (und Folgens) wird dabei reflektiert; die Radiostimme weist stets darauf hin, dass niemand etwas mitmachen soll, was er nicht will. Die Übungen werden unterbrochen durch Informations-, Theorie- und Reflexionsblöcke.
LIGNAs Radioballett ist nicht zwingend an privatisierte Räume gebunden. Im Rahmen des Projekts Eine Frage (nach) der Geste, von der Hochschule für Grafik und Buchkunst in der Oper Leipzig realisiert, lud Ligna 2006 unter dem Titel Normierte Räume – Abweichende Gesten zu einem Radioballett in die Innenstadt. Die Aktion hatte nicht nur Effekte auf die Teilnehmern selbst, sondern auch auf die zahlreich anwesenden Weihnachtsmarktbesucher. In der Folge wurden LIGNA auch international eingeladen, z. B. 2010 zu dem Projekt Ciudades Parallelas von Lola Arias und Stefan Kaegi mit The First International of Shopping Malls oder 2019 zu der Performance Nonument an dem umstrittenen "Haus des Kommunismus", Buzludzha, Bulgarien. Mit komplexeren Arbeiten wie Invasion vom Planet der Affen (2019) oder Dantons/Toussaints Tod (2022) hat LIGNA das Format weiterentwickelt und auch, wie in Die Spitzköpfe und die Rundköpfe nach Bertolt Brecht (2021), mit mehreren Arbeiten im Theaterraum neue Situationen ermöglicht.
Die Form des Radioballetts wurde auch mehrfach von anderen Akteuren aufgegriffen und verwendet. Am 26. Oktober 2004 etwa veranstalteten anarchistische Gruppen in Wien ein Radioballett gegen die Feierlichkeiten zum Nationalfeiertag, am 9. Mai 2005 fand anlässlich der jährlichen Münchner Sicherheitskonferenz in der Münchner Fußgängerzone ebenfalls ein Radioballett statt. Besondere Beliebtheit erfreute sich die Aktionsform etwa in der Gewerkschaftsjugend, die eine Vielzahl von Radioballetten veranstaltete.